# 深夜動畫
 日本深夜動畫：下文記載的日本国内播放時間使用日本標準時間（UTC+9）表示。因為部分時間标识會採用30小时制，因此請留意这类超过24:00的时间，其實際播放時間為翌日清晨。
深夜动画是指在深夜时段播放的日本动画，通常在晚上23到28點播放。
虽然没有明确的定义，但是该词目前主要指日本民营电视台（五大民營電視台及东京、大阪、名古屋等地的独立UHF电视台）以及卫星电视各台在23点到4点间播放的动画（在与此时间带相反的时段播出的作品定义为全日时段动画）。深夜零時以後的時間通常會採用三十小時制，寫成25點、26點等，相等於二十四小時制的翌日01點、02點、03點。

## 特点
主要以动画爱好者和一般年轻阶层（初中、高中生）为对象，特别针对住在地方（民营电视台的频道只能收到4个频道以下的地方）的动画爱好者，以促进日后发售的DVD和关联作品为主要目的。
放映时间大多为1季（3个月、12～13周）或者2季（6个月、24～26周）。除了“日本电视系”以外，很少3季以上。
除了原创动画，漫画、小说、游戏的改编作品也不少。内容以动画爱好者喜欢的恋爱、萌、动作、科学奇幻这些类别比较多。因为管制较鬆，表现尺度較寬。
由制作委员会方式向电视台购买播放时段放送是主流形式（特别是东京电视台播出的大部分作品，以及过去富士电视台和朝日电视台的部分作品），制作方可以用廉价的播放费获得播放权，电视台也可以有效利用深夜时段。且因可預約自動錄影的錄影機普及，近年深夜动画的数量增加了。
首都圈的5大台从赞助商（广告）那里可以获得充裕的收入。但是地方电视台因为播出动画会占用较多的电视台预算，所以几乎不播放深夜动画。
少数在大阪和名古屋的电视台也有深夜动画。
虽然日本放送協會（NHK）不会在深夜播放动画新作，但最近开始在NHK教育频道和NHK卫星第2频道进行动画的重播。
另外卫星电视台中的WOWOW的主要目的是销售商品，所以用非加密频方式播放较多（以前是在日常时段较多，渐渐地转入深夜时段）。
其它的卫星电视台中，BS-TBS和BS JAPAN以前就播放深夜动画，BS日本偶尔播出深夜动画。相反的，BS朝日却没有播放过母公司朝日电视台或者ANN聯播網的深夜动画。
特别是BS-TBS及其前身BS-i非常热衷深夜动画，但是BS-i限定的作品非常少（地方上对于公平的期待，放映费便宜；而且比起地上波（无线电视）来，卫星电视的表现管制较鬆）。结果，有的日子，很多节目集中放映（不几台录像机一起使用就没法看全）。因为是深夜节目，所以收到节目安排的影响，放映时间很不确定（虽然最近这样现象减少不少，但是棒球直播延长带来的影响最大），这成为了能够收看5大台节目的大城市动画爱好者的烦恼。
因为是深夜時段，而且只有在东京、大阪、名古屋等大城市播放，地方电视台没有播出，所以收视率有4～5%就算“高收视率”。富士电视台的“noitaminA”和每日放送（MBS）的星期六深夜档“animeshower”高收视率的作品较多。

## 深夜动画播放相关问题

### 富士电视台shock及其影响
2002年，富士电视台开始大幅增加深夜动画的数量。但是因为特别节目和日本无线数字电视准备工作的影响，长时间停止播出及为挽回进度一次放两集的现象经常出现。《Kanon》居然出现1次放3集的前所未闻的事件。
2003年富士电视台的深夜动画数量更多，可以和东京电视台相比，但是播放狀況更加恶化：
1. 不定期放送
2. 部分话未放送（漏放）
3. 系列快结束时被腰斩

例如《GAD GUARD》因为交付来不及，而重播前一集；《狼雨》因为制作迟延，最终话没有通过无线電視播出；《闇與帽子與書的旅人》在开始播放前取消。

### 深夜動畫播放問題的背景
像富士電視台那样腰斬、縮水現象產生的最大原因，是無線電視台（特别是5大台）基本上對於事先已經决定放映話數的節目的跨越檔期的放映结束非常排斥。
最近深夜的國際體育賽事的轉播和深夜的電視購物節目（收入比放映動畫高）也是原因之一。
本來這是電視台的問題，卻给製作公司、軟體公司帶來不良影響。為了避免這種現象，近年來製作方在最初的企劃階段設定播放的集數會比通常季度短（也有未放映的部分作為DVD限定的情况）。

## 管制
一般來說，深夜節目對於性描寫和暴力描寫的管制比较寬鬆，但是對於深夜動畫的管理較為嚴格。
1990年代以後，特别是5大台對於製作的電視動畫，出現自主管制越來越嚴的傾向，這種傾向影響到本來低年齡人群很少看的深夜動畫。在東京電視台播放的動畫中，有裙底風光鏡頭的只有《格鬥美神 武龍》，从此可以看出東京電視台的管理嚴格。《宇宙人形17》本來有小學生入浴的鏡頭，在東京電視台深夜版中作了編輯。
關於性描寫管理的極端的例子──富士電視台《女孩萬歲》，美少女入浴這類的性描写鏡頭是該片的賣點；但是富士電視台做了大量修改，關鍵的入浴鏡頭就只剩下白白的水蒸氣。因為製作方討厭5大台的管制，《女孩萬歲》的後篇就轉到管制較鬆的WOWOW播映。而2020年播放的《异种族风俗娘评鉴指南》同样因为无修改的性爱镜头引起巨大的反响：台湾的代理播放平台巴哈姆特动画疯最初播放无修改版，在被投诉后改为有修改遮挡版，但再被投诉后改回无修改版但必须进行年龄认证；但在其他地区代理播放平台或电视台逐步停播的压力下，动画制作方决定第7集后不再播放无修改版。

## 影響
自从2002年开始互联网开始在中国得到普及以来，中国观众掌握信息和资源的渠道变得不再单一，同时由于“字幕组”“BT 下载”和网络视频播放平台等兴起。其中包含了大量深夜动画，这些具有“宅”、“萌”、“百合”、“耽美”等日本二次元元素动画的大量传入造成了中国青少年深受日本亚文化影响，“御宅族”，漫展和cosplay开始在中国大陆兴起并逐渐得到商业化。

## 脚注
1. ↑  日本电视台、TBS电视台、富士电视台、朝日电视台、东京电视台
2. ↑  制作动画成本高、风险大，所以由多家公司一起出资成立制作委员会负责制作，一方面降低风险，另一方面可以参与更多的动画制作。但是，因为是共同出资，也会出现责任不明确、相互推諉卸責等现象，导致动画品質下降。
3. ↑  地方电视台如果按和首都圈电视台的相同比例播放动画的话，至少要吃掉几年的预算。本地居民如果向当地电视台提出“希望播出这个动画”的要求的话，自然电视台会考虑，但是动画播放需要很多预算，如果这种要求不是很多，而且动画制作方不配合的话，基本上不会放映。
4. ↑  比如是春季的動畫，最後一集的放映時間卻排到夏季檔期
5. ↑  杨松. . 中国艺术研究院. 2018-12-16  [2022-04-29]. （原始内容存档于2022-04-29）.